# John Sánchez (futbolista costarricense)
John Sánchez (San José, 15 de diciembre de 1984)  es un futbolista costarricense que juega como delantero y actualmente milita en el Municipal Grecia de la Liga de Ascenso de Costa Rica. En la temporada 2009-2010 fue escogido en el equipo ideal de la Liga de Ascenso entre varios periodistas deportivos.

## Clubes
| Club              | País       | Año               |
| ----------------- | ---------- | ----------------- |
| Municipal Grecia  | Costa Rica | 2000 - 2011       |
| Belén Bridgestone | Costa Rica | 2011              |
| Municipal Grecia  | Costa Rica | 2012 - Actualidad |